# Üzbegisztán az 1994. évi téli olimpiai játékokon
Üzbegisztán a norvégiai Lillehammerben megrendezett 1994. évi téli olimpiai játékok egyik részt vevő nemzete volt. Az országot az olimpián 2 sportágban 7 sportoló képviselte, akik összesen 1 érmet szereztek. Üzbegisztán önállóan először vett részt az olimpiai játékokon, és a síakrobatikázó Lina Cheryazova révén első olimpiai aranyérmét is megszerezte.

## Érmesek
| Érem  | Versenyző       | Sportág      | Versenyszám |
| ----- | --------------- | ------------ | ----------- |
| Arany | Lina Cheryazova | Síakrobatika | Női ugrás   |

## Műkorcsolya
| Versenyző                         | Versenyszám | Kötelező tánc 1   | Kötelező tánc 1 | Kötelező tánc 1 | Kötelező tánc 2   | Kötelező tánc 2 | Kötelező tánc 2 | Eredeti (original) tánc | Eredeti (original) tánc | Eredeti (original) tánc | Kűr               | Kűr   | Kűr         | Összesítés         | Összesítés |
| Versenyző                         | Versenyszám | Több. hely. száma | Hely.           | Hely. pont.     | Több. hely. száma | Hely.           | Hely. pont.     | Több. hely. száma       | Hely.                   | Hely. pont.             | Több. hely. száma | Hely. | Hely. pont. | Helyezési pontszám | Helyezés   |
| --------------------------------- | ----------- | ----------------- | --------------- | --------------- | ----------------- | --------------- | --------------- | ----------------------- | ----------------------- | ----------------------- | ----------------- | ----- | ----------- | ------------------ | ---------- |
| Aliki Sergaadu Yuris Razgulyayev  | Jégtánc     | 5×12+             | 12.             | 2,4             | 6×12+             | 12.             | 2,4             | 8×13+                   | 12.*                    | 7,2                     | 9×13+             | 13.   | 13,0        | 25,0               | 13.        |
| Dinara Nurdbayeva Muslim Sattarov | Jégtánc     | 9×21+             | 21.             | 4,2             | 9×21+             | 21.             | 4,2             | 9×21+                   | 21.                     | 12,6                    | 9×21+             | 21.   | 21,0        | 42,0               | 21.        |

* - egy másik párossal azonos eredményt ért el

## Síakrobatika
Ugrás
| Versenyző       | Versenyszám | Selejtező | Selejtező | Döntő   | Döntő    |
| Versenyző       | Versenyszám | Pont      | Helyezés  | Pont    | Helyezés |
| --------------- | ----------- | --------- | --------- | ------- | -------- |
| Sergey Brener   | Férfi       | 159,93    | 19.       | kiesett | kiesett  |
| Lina Cheryazova | Női         | 144,43    | 12.       | 166,84  |          |

Mogul
| Versenyző      | Versenyszám | Selejtező | Selejtező | Döntő   | Döntő    |
| Versenyző      | Versenyszám | Pont      | Helyezés  | Pont    | Helyezés |
| -------------- | ----------- | --------- | --------- | ------- | -------- |
| Larisa Udodova | Női         | 20,28     | 21.       | kiesett | kiesett  |